# Santa Maria Incoronata (Napulj)
Santa Maria dell'Incoronata je drevna crkva na Via Medina u Napulju, Italija. Nalazi se južno od San Giorgio dei Genovesi i preko puta crkve Pietà dei Turchini.
Crkva je sagrađena u 14. stoljeću u gotičko-angioianskom stilu kao dio urbanističkog projekta oko Castel Nuovo, kraljevske palače Karla II Anžuvinskog. Crkva je utemeljena 1364. godine, ali ne kako predaja kaže, u spomen na krunidbu Ivane I. Napuljske i njezin drugi brak s Lujem, princem od Taranta, već da čuva dragocjenu relikviju, hrbat s trnovite Kristove krune, koja kraljica je zatražila od Karla V. od Francuske, a čiji se portret čuva na ulazu. Izgradnja dvorske kapele ili cappella palatina izvan dvorca, završena je u teškom trenutku za kraljicu, nakon smrti njenog supruga 1362. godine.
Godine 1403. Ladislav Napuljski naredio je oslikavanje ciklusa legende o svetom Ladislavu u crkvi (dovršeno 1414.). Tu je prikazan ugarski kralj kako prima kraljevsku krunu, također se bori protiv pogana i prima krunu Hrvatske.
Prvotno je uz crkvu izgrađena mala bolnica, a cijeli je kompleks do kraja 16. stoljeća bio pod jurisdikcijom kartuzijanskog samostana San Martino. Crkva je ponovno posvećena u 18. stoljeću, nakon godina neuporabe, i obnavljana tijekom stoljeća. Međutim, iz unutrašnjosti je uklonjen veći dio bivšeg baroknog ukrasa.

## Interijer
Poseban oblik, koji se sastoji od dva asimetrična broda, proizlazi iz činjenice da je dio ove crkve nekoć bio sud tijekom anžuvinske ere. Pod crkve niži je od razine ulice, budući da je ovo područje podignuto zemljom iz obližnjih zemljanih nasipa Castel Nuovo u doba Karla V. Fragmenti fresaka vjerojatno iz 1352. vidljivi su u prvom traveju lijevo od ulaza., nekada su prikazivali trijumf vjere i sedam sakramenata, koji su se pripisivali Robertu Oderisiju. Neke su atribucije, za neke slike na freskama, napravljene bez ikakve dokumentacije i nisu sigurne.
Na kraju lađe, lijevo od glavnog oltara iz 17. stoljeća nalazi se kapela Raspeća (Cappella del Crocifisso), koja je imala freske iz 15. stoljeća koje prikazuju život svetog Ladislava, a koju je naručio napuljski kralj Ladislav 1403. godine. Fragmenti su sada izloženi u glavnoj lađi, a pripisani su nepoznatom majstoru. Strop kapele ima freske na temu Života Djevice, a kapela je nekada imala poliptih, koji se sada nalazi u muzeju Capodimonte, oba je djelo istog umjetnika.
U kapeli je nekoć bilo drveno raspelo koje je izradio Naccherino, a dugo se smatralo djelom Giovannija da Nole; raspelo se danas nalazi u crkvi Santa Maria di Costantinopoli.

## Vanjske poveznice
|  | Zajednički poslužitelj ima još gradiva o temi Santa Maria Incoronata (Napulj) |

- Crkva di Santa Maria Incoronata su Napoligrafia